# Île Silcox
L'île Silcox est une île de l'État de Washington dans le comté de Pierce aux États-Unis appartenant administrativement à Lakewood.

## Description
Elle s'étend sur environ 360 m de longueur pour une largeur de 234 m. Il y a plusieurs demeures sur l'île.